# Cod ATC A06
Codul ATC A06 Laxative este o parte a sistemului de clasificare anatomică, terapeutică și chimică a medicamentelor, un sistem dezvoltat de către Organizația Mondială a Sănătății (OMS) pentru clasificarea medicamentelor și a altor produse medicinale. Subgrupul A06 este o parte a grupului A Tract digestiv și metabolism.
Codurile pentru preparatele de uz veterinar sunt create prin alipirea literei Q în fața codului ATC corespunzător produsului pentru uz uman; de exemplu, QA06. 

## A 06 A Laxative

### A 06 AA Emoliente, lubrifiante
A 06 AA 01 Ulei de parafină (parafină lichidă)
A 06 AA 02 Docusat de sodiu
A 06 AA 51 Ulei de parafină, combinații

### A 06 AB Laxative de contact
A 06 AB 01 Oxifenisatină
A 06 AB 02 Bisacodil
A 06 AB 03 Dantronă
A 06 AB 04 Fenolftaleină
A 06 AB 05 Ulei de ricin
A 06 AB 06 Glicozide din Senna
A 06 AB 07 Cascara
A 06 AB 08 Picosulfat de sodiu
A 06 AB 09 Bisoxatină
A 06 AB 20 Laxative de contact în combinații
A 06 AB 30 Laxative de contact în combinații cu alcaloizi din Belladonna
A 06 AB 52 Bisacodil, combinații
A 06 AB 53 Dantronă, combinații
A 06 AB 56 Glicozide din Senna, combinații
A 06 AB 57 Cascara, combinații
A 06 AB 58 Picosulfat de sodiu, combinații

### A 06 AC Laxative de volum
A 06 AC 01 Ispaghula (semințe de Psylla)
A 06 AC 02 Etuloză
A 06 AC 03 Sterculia
A 06 AC 05 In, semințe
A 06 AC 06 Metilceluloză
A 06 AC 07 Triticum (fibre de grâu)
A 06 AC 08 Calciu policarbofil
A 06 AC 51 Ispaghula, combinații
A 06 AC 53 Sterculia, combinații
A 06 AC 55 In, combinații

### A 06 AD Laxative osmotice
A 06 AD 01 Carbonat de magneziu
A 06 AD 02 Oxid de magneziu
A 06 AD 03 Peroxid de magneziu
A 06 AD 04 Sulfat de magneziu
A 06 AD 10 Săruri minerale în combinații
A 06 AD 11 Lactuloză
A 06 AD 12 Lactitol
A 06 AD 13 Sulfat de sodiu
A 06 AD 14 Pentaeritritol
A 06 AD 15 Macrogol
A 06 AD 16 Manitol
A 06 AD 17 Fosfat de sodiu
A 06 AD 18 Sorbitol
A 06 AD 19 Citrat de magneziu
A 06 AD 21 Tartrat de sodiu
A 06 AD 61 Lactuloză, combinații
A 06 AD 65 Macrogol, combinații

### A 06 AG Produse cu administrare intrarectală (clisme)
A 06 AG 01 Fosfat de sodiu
A 06 AG 02 Bisacodil
A 06 AG 03 Dantronă, inclusiv combinații
A 06 AG 04 Glicerol
A 06 AG 06 Uleiuri
A 06 AG 07 Sorbitol
A 06 AG 10 Docusat de sodiu, inclusiv combinații
A 06 AG 11 Laurilsulfat de sodiu, inclusiv combinații
A 06 AG 20 Combinații

### A 06 AH Antagoniști ai receptorilor opioizi periferici
A 06 AH 01 Metilnaltrexonă, bromură
A 06 AH 02 Alvimopan
A 06 AH 03 Naloxegol
A 06 AH 04 Naloxonă
A 06 AH 05 Naldemedină

### A 06 AX Alte laxative
A 06 AX 01 Glicerol
A 06 AX 02 Medicamente care produc dioxid de carbon
A 06 AX 03 Lubiprostonă
A 06 AX 04 Linaclotidă
A 06 AX 05 Prucaloprid
A 06 AX 06 Tegaserod
A 06 AX 07 Plecanatid